# Unité d'habitation (Marseille)
Unité d'habitation (doslova bytová jednotka) v Marseille představuje obytný blok vyprojektovaný Le Corbusierem z pověření státu a vybudovaný v letech 1947–1952. Sloužil jako vzor pro řadu podobných obytných bloků v Evropě a USA, mimo jiné i pro tři bytové domy na sídlišti Březenecká v Chomutově, lidmi přezdívané jako "Experiment". Stavbami unité d'habitation se inspirovali rovněž i brutalističtí architekti o několik desetiletí později.
Tento blok je jednou z nejvýznamnějších staveb moderní architektury 20. století. Budova působí celistvě a jako velká a těžká hmota. Tento dojem spočívá v řadě betonových rámů. Železobetonové průčelí domu je udáno lodžiemi. Díky zbarvení polychrómového průčelí stavba působí svěže. Přestože budova je do jisté míry revoluční, byla ve své době terčem kritiky pro přemíru užitého betonu a nevzhlednost způsobenou právě jeho šedí. Le Corbusierovi sloužil jako inspirace moskevský dům zaměstnanců ministerstva (komisariátu) financí Narkomfin, konstruktivistická stavba v Moskvě.
Realizace obytné jednotky v Marseille předvedla, jak dosáhnout použitím železobetonu podobné hodnoty, jaké mají přírodní materiály jako kámen, dřevo nebo terakota. Budova poskytla 1600 obyvatelům dvoupodlažní byty a značné množství služeb (jesle, mateřská škola, družina, jídelny, knihovna, klubovny, přednáškové sály, dílny pro zájmovou činnost). Obytnou jednotku v Marseille někteří přirovnávají k malému městu, kde chodby představují ulice, vedoucí na střechu - náměstí. Na střeše se nachází prostor pro různé občanské aktivity (taneční škola, grilování, bazén). Jedním z dalších názvů jednotky je Cité radieuse (Zářící město).
Objekt je zapsán v katalogu moderní architektury mezinárodní organizace Iconic Houses, která sdružuje mimořádná díla světových architektů, architektonicky významné domy, domy umělců a ateliéry z 20. století přístupné veřejnosti jako domovní muzea.

## Galerie
- Výhled ze střechy
- Pohled na budovy od Corbusiera v současnosti
- Výhled z budovy